# Alfonso Borbolla
Alfonso "Poncho" Borbolla (18 de febrero de 1980) es un actor y comediante mexicano.
Egresado del Centro de Educación Artística, inició su carrera como actor teatral participando en obras como El Rey León México y el espectáculo La Impro Lucha, en series de televisión como Mikorte Informativo, Soy tu fan, Ojitos de huevo, Club de Cuervos, Harina, Backdoor, Me caigo de risa, entre otros. 
Ganador al Premio Metropolitano de teatro a mejor actuación masculina de reparto por The Pillowman

## Filmografía

### Películas
| Año  | Título                           | Rol                | Notas |
| ---- | -------------------------------- | ------------------ | ----- |
| 2022 | Reviviendo la Navidad            | Conrado            |       |
| 2022 | No abras la puerta               | Roberto            |       |
| 2022 | Sexo, pudor y lágrimas 2         | Director           |       |
| 2018 | Las niñas bien                   | Ejecutivo          |       |
| 2017 | Cuando los hijos regresan        | Aldo               |       |
| 2015 | Sabrás qué hacer conmigo         | Peter              |       |
| 2014 | Tiempos felices                  | Taxista Agencia    |       |
| 2014 | Cantinflas                       | Ernesto Alonso     |       |
| 2012 | El fantástico mundo de Juan Orol | Quirico Michelena  |       |
| 2012 | Diente por diente                | Pablo Juan Kramsky |       |

### Televisión
| Año           | Título                           | Rol                          | Notas                                         |
| ------------- | -------------------------------- | ---------------------------- | --------------------------------------------- |
| 2025          | Chespirito: Sin querer queriendo | Viruta: Marco Antonio Campos | Personaje recurrente, miniserie de TV HBO Max |
| 2023          | Ojitos de huevo                  | Chocho                       |                                               |
| 2023          | Harina                           | David Landeros               |                                               |
| 2023          | Máscara contra caballero         | La Helenoida                 |                                               |
| 2022-2023     | Papás por encargo                | Riquezes                     |                                               |
| 2022          | Mi tío                           | Carlos                       |                                               |
| 2020          | Narcos: México                   | Marco de Haro                | 4 episodios                                   |
| 2019-presente | Me caigo de risa                 | Él mismo                     | Miembro del reparto                           |
| 2019          | Backdoor                         |                              | 115 escenas                                   |
| 2019          | Historia de un Crimen: Colosio   | Jacobo Zabludovsky           | 1 episodio                                    |
| 2018          | El secreto de Selena             | Isaías Valente               | 4 episodios                                   |
| 2018          | Atrapada                         |                              | 9 episodios                                   |
| 2018          | Luis Miguel: La serie            | Raúl Velasco                 | 3 episodios                                   |
| 2017          | El César                         | Bruno Casados                | 14 episodios                                  |
| 2017          | Club de Cuervos                  | Paniagua                     | 6 episodios                                   |
| 2010          | Sr. Ávila                        | Ramiro Anini                 | 2 episodios                                   |
| 2010          | Bienvenida Realidad              | Jerónimo                     | 1 episodio                                    |
| 2010          | Recto Recto Gancho               | Marty Angora                 | Corto                                         |
| 2010          | Soy tu fan                       | Javier                       | 7 episodios                                   |
| 2009          | Mikorte informativo              | Simeone Monárres             |                                               |